# Démographie de la Haute-Marne
La démographie de la Haute-Marne est caractérisée par une densité très faible.
Avec ses 169 865 habitants en 2022, le département français de la Haute-Marne se situe en 93e position sur le plan national.
En six ans, de 2015 à 2021, sa population a diminué de près de 8 150 unités, c'est-à-dire de plus ou moins 1 360 personnes par an. Mais cette variation est différenciée selon les 426 communes que comporte le département.
La densité de population de la Haute-Marne, 27,3 habitants par kilomètre carré en 2022, est quatre fois inférieure à celle de la France entière qui est de 107,1 hab./km2 pour la même année. La Haute-Marne fait partie intégrante de la diagonale du vide selon les démographes.

## Évolution démographique du département de la Haute-Marne
La Haute-Marne est un département majoritairement rural et en déclin démographique marqué depuis plusieurs années. 
Les zones les plus peuplées se trouvent autour des villes moyennes qui composent son armature urbaine : Saint-Dizier (22 811 habitants) et Chaumont (21 418 hab.). L'habitat environnant demeure très dispersé  et ne laisse émerger que des bourgades dont la population atteint rarement les 3 000 habitants. Langres avec ses 7 683 hab., Nogent et Joinville avec respectivement 3 562 hab. et 2 944 hab., sont des exceptions.
Le déclin démographique a débuté dès la fin du XIXe siècle. Malgré de légers sursauts à la fin des deux guerres mondiales (baby-boom) comme partout en France, la tendance est à nouveau à la baisse depuis les années 1970. 
En 2022, le département comptait 169 865 habitants, en évolution de −4,62 % par rapport à 2016 (France hors Mayotte : +2,11 %).
| 1791 | 1801    | 1806    | 1821    | 1826    | 1831    | 1836    | 1841    | 1846    |
| ---- | ------- | ------- | ------- | ------- | ------- | ------- | ------- | ------- |
| -    | 226 655 | 237 785 | 233 258 | 244 823 | 249 827 | 255 969 | 257 567 | 262 079 |

| 1851    | 1856    | 1861    | 1866    | 1872    | 1876    | 1881    | 1886    | 1891    |
| ------- | ------- | ------- | ------- | ------- | ------- | ------- | ------- | ------- |
| 268 398 | 256 512 | 258 501 | 259 096 | 251 196 | 252 448 | 254 876 | 247 781 | 243 533 |

| 1896    | 1901    | 1906    | 1911    | 1921    | 1926    | 1931    | 1936    | 1946    |
| ------- | ------- | ------- | ------- | ------- | ------- | ------- | ------- | ------- |
| 232 057 | 226 545 | 221 724 | 214 765 | 198 865 | 195 370 | 189 791 | 188 471 | 181 840 |

| 1954    | 1962    | 1968    | 1975    | 1982    | 1990    | 1999    | 2006    | 2011    |
| ------- | ------- | ------- | ------- | ------- | ------- | ------- | ------- | ------- |
| 197 147 | 208 450 | 214 336 | 212 304 | 210 670 | 204 067 | 194 873 | 187 652 | 182 375 |

| 2016    | 2021    | 2022    | - | - | - | - | - | - |
| ------- | ------- | ------- | - | - | - | - | - | - |
| 178 084 | 171 042 | 169 865 | - | - | - | - | - | - |

## Population par divisions administratives

### Arrondissements
Le département de la Haute-Marne comporte trois arrondissements. La population se concentre principalement sur l'arrondissement de Saint-Dizier, qui recense 39 % de la population totale du département en 2022, avec une densité de 42 hab./km2, contre 36 % pour l'arrondissement de Chaumont et 25 % pour celui de Langres.
| Arrondissement  | Population(2022) | Variation(2022/2016)                       | Superficie(km2) | Densité(hab./km2) |
| --------------- | ---------------- | ------------------------------------------ | --------------- | ----------------- |
| Saint-Dizier    | 65 967           | en évolution de −5,75 % par rapport à 2016 | 1 571,4         | 42                |
| Chaumont        | 61 317           | en évolution de −4,41 % par rapport à 2016 | 2 476,3         | 24,8              |
| Langres         | 42 581           | en évolution de −3,1 % par rapport à 2016  | 2 162,9         | 19,7              |
| Source : Insee. |                  |                                            |                 |                   |

### Communes de plus de2 000 habitants
Sur les 426 communes que comprend le département de la Haute-Marne, dix ont en 2021 une population municipale supérieure à 2 000 habitants, trois ont plus de 5 000 habitants et deux ont plus de 10 000 habitants : Saint-Dizier et Chaumont.
Les évolutions respectives des communes de plus de 2 000 habitants sont présentées dans le tableau ci-après.
| Commune                          | Population(2022) | Variation(2022/2016)                       | Superficie(km2) | Densité(hab./km2) |
| -------------------------------- | ---------------- | ------------------------------------------ | --------------- | ----------------- |
| Saint-Dizier                     | 22 811           | en évolution de −8,51 % par rapport à 2016 | 47,69           | 478,3             |
| Chaumont                         | 21 418           | en évolution de −4,24 % par rapport à 2016 | 55,26           | 387,6             |
| Langres                          | 7 683            | en évolution de −1,01 % par rapport à 2016 | 22,33           | 344,1             |
| Nogent                           | 3 562            | en évolution de −7,09 % par rapport à 2016 | 54,63           | 65,2              |
| Joinville                        | 2 944            | en évolution de −7,33 % par rapport à 2016 | 18,94           | 155,4             |
| Wassy                            | 2 776            | en évolution de −3,98 % par rapport à 2016 | 33,82           | 82,1              |
| Chalindrey                       | 2 347            | en évolution de −3,65 % par rapport à 2016 | 20,05           | 117,1             |
| La Porte du Der                  | 2 112            | en évolution de −7,57 % par rapport à 2016 | 47,21           | 44,7              |
| Eurville-Bienville               | 2 001            | en évolution de −4,44 % par rapport à 2016 | 20,73           | 96,5              |
| Éclaron-Braucourt-Sainte-Livière | 2 011            | en évolution de −1,42 % par rapport à 2016 | 54,24           | 37,1              |
| Source : Insee.                  |                  |                                            |                 |                   |

## Structures des variations de population

### Soldes naturels et migratoires depuis 1968
La variation moyenne annuelle est en régression depuis les années 1970, passant de −0,1 à −0,8 %.
Le solde naturel annuel qui est la différence entre le nombre de naissances et le nombre de décès enregistrés au cours d'une même année, a baissé, passant de 0,7 à −0,4 %. La baisse du taux de natalité, qui passe de 18,1 à 8,7 ‰, n'est en fait pas compensée par une hausse du taux de mortalité, qui parallèlement passe de 10,9 à 12,4 ‰.
Le flux migratoire est également négatif sur la période courant de 1968 à 2021. Il augmente de -0,9 % à -0,4 %. Ce phénomène est la conséquence de plusieurs éléments : 
- L'attrait, pour les personnes jeunes et actives, des métropoles des départements environnants (Nancy, Reims, Troyes et Dijon),

- Une économie plus que réduite et peu créatrice d‘emplois (la sidérurgie, premier secteur d'emploi du département attire peu),

- Un manque de structures pour l'enseignement supérieur (les étudiants partent et ne reviennent plus car il y a peu de débouchés pour eux),

- Un manque d'attractivité au point de vue loisirs (malgré une certaine richesse patrimoniale et naturelle, le département, aux yeux des Hauts-marnais est un désert culturel : peu d'expositions, de concerts, de spectacles, ceci malgré les efforts des collectivités),

- Des conditions climatiques peu attractives.

| Indicateurs démographiques                       | 1968 à1975 | 1975 à1982 | 1982 à1990 | 1990 à1999 | 1999 à2010 | 2010 à2015 | 2015 à2021 |
| ------------------------------------------------ | ---------- | ---------- | ---------- | ---------- | ---------- | ---------- | ---------- |
| Variation annuelle moyenne de la population en % | -0,1       | -0,1       | -0,4       | -0,5       | -0,5       | -0,5       | -0,8       |
| - due au solde naturel en %                      | 0,7        | 0,4        | 0,4        | 0,2        | 0,1        | -0,1       | -0,4       |
| - due au solde apparent des entrées sorties en % | -0,9       | -0,6       | -0,8       | -0,7       | -0,6       | -0,5       | -0,4       |
| Taux de natalité en ‰                            | 18,1       | 15,0       | 14,1       | 12,0       | 11,2       | 10,4       | 8,7        |
| Taux de mortalité en ‰                           | 10,9       | 10,5       | 10,2       | 10,1       | 10,7       | 10,9       | 12,4       |
| Source : Insee.                                  |            |            |            |            |            |            |            |

### Mouvements naturels sur la période 2014-2022
En 2014, 1 881 naissances ont été dénombrées contre 2 008 décès. Le nombre annuel des naissances a diminué depuis cette date, passant à 1 361 en 2022, indépendamment à une augmentation, mais relativement faible, du nombre de décès, avec 2 251 en 2022. Le solde naturel est ainsi négatif et diminue, passant de -127 à -890.
Pour des raisons techniques, il est temporairement impossible d'afficher le graphique qui aurait dû être présenté ici.

## Densité de population
La densité de population est en diminution depuis 1968, en cohérence avec la baisse de la population.
En 2021, la densité était de 27,5 hab./km2.
| 1968 |  | 34.5 |  |

| 1975 |  | 34.2 |  |

| 1982 |  | 33.9 |  |

| 1990 |  | 32.9 |  |

| 1999 |  | 31.4 |  |

| 2010 |  | 29.6 |  |

| 2015 |  | 28.8 |  |

| 2021 |  | 27.5 |  |

## Répartition par sexes et tranches d'âges
La population du département est plus âgée qu'au niveau national.
En 2021, le taux de personnes d'un âge inférieur à 30 ans s'élève à 30,5 %, soit en dessous de la moyenne nationale (35,1 %). À l'inverse, le taux de personnes d'âge supérieur à 60 ans est de 32,9 % la même année, alors qu'il est de 26,6 % au niveau national.
En 2021, le département comptait 83 879 hommes pour 87 163 femmes, soit un taux de 50,96 % de femmes, légèrement inférieur au taux national (51,61 %).
Les pyramides des âges du département et de la France s'établissent comme suit.
| Hommes | Classe d’âge | Femmes |
| ------ | ------------ | ------ |
| 0,8    | 90 ou +      | 2,5    |
| 8,7    | 75-89 ans    | 12     |
| 20,5   | 60-74 ans    | 21,2   |
| 20,5   | 45-59 ans    | 20     |
| 16,8   | 30-44 ans    | 15,8   |
| 16,5   | 15-29 ans    | 13,6   |
| 16,2   | 0-14 ans     | 14,9   |

| Hommes | Classe d’âge | Femmes |
| ------ | ------------ | ------ |
| 0,7    | 90 ou +      | 1,9    |
| 7,0    | 75-89 ans    | 9,5    |
| 16,6   | 60-74 ans    | 17,5   |
| 20,0   | 45-59 ans    | 19,5   |
| 18,8   | 30-44 ans    | 18,3   |
| 18,3   | 15-29 ans    | 16,7   |
| 18,6   | 0-14 ans     | 16,7   |

## Répartition par catégories socioprofessionnelles
La catégorie socioprofessionnelle des retraités est surreprésentée par rapport au niveau national. Avec 33,5 % en 2021, elle est 6,7 points au-dessus du taux national (26,8 %). La catégorie socioprofessionnelle des cadres et professions intellectuelles supérieures est quant à elle sous-représentée par rapport au niveau national. Avec 4,4 % en 2021, elle est 5,7 points en dessous du taux national (10,1 %).
| Catégorie socioprofessionnelle                    | 2015    | 2015 | 2021    | 2021 | Détails de l'année 2021 | Détails de l'année 2021 | Détails de l'année 2021            | Détails de l'année 2021            | Détails de l'année 2021            |
| Catégorie socioprofessionnelle                    | Nb      | %    | Nb      | %    | Hommes                  | Femmes                  | Part en % de la population âgée de | Part en % de la population âgée de | Part en % de la population âgée de |
| Catégorie socioprofessionnelle                    | Nb      | %    | Nb      | %    | Hommes                  | Femmes                  | 15 à 24 ans                        | 25 à 54 ans                        | 55 ans ou +                        |
| ------------------------------------------------- | ------- | ---- | ------- | ---- | ----------------------- | ----------------------- | ---------------------------------- | ---------------------------------- | ---------------------------------- |
| Agriculteurs exploitants                          | 2 493   | 1,7  | 2 080   | 1,4  | 1 622                   | 458                     | 0,2                                | 2,3                                | 1,1                                |
| Artisans, commerçants, chefs d'entreprise         | 4 483   | 3,0  | 4 311   | 3,0  | 2 897                   | 1 414                   | 0,4                                | 5,1                                | 1,8                                |
| Cadres et professions intellectuelles supérieures | 6 007   | 4,0  | 6 347   | 4,4  | 3 772                   | 2 575                   | 1,7                                | 7,7                                | 2,2                                |
| Professions intermédiaires                        | 16 500  | 11,0 | 16 227  | 11,2 | 7 675                   | 8 552                   | 7,8                                | 20,7                               | 4,0                                |
| Employés                                          | 24 717  | 16,5 | 23 063  | 16,0 | 6 001                   | 17 063                  | 20,1                               | 26,2                               | 6,2                                |
| Ouvriers                                          | 25 180  | 16,8 | 22 931  | 15,9 | 18 098                  | 4 834                   | 17,7                               | 27,4                               | 5,6                                |
| Retraités                                         | 49 673  | 33,2 | 48 420  | 33,5 | 22 749                  | 25 671                  | 0,0                                | 0,2                                | 70,3                               |
| Autres personnes sans activité professionnelle    | 20 749  | 13,9 | 21 182  | 14,7 | 7 850                   | 13 333                  | 52,1                               | 10,4                               | 8,8                                |
| Ensemble                                          | 149 802 | 100  | 144 562 | 100  | 70 663                  | 73 899                  | 100                                | 100                                | 100                                |
| Sources : Insee,.                                 |         |      |         |      |                         |                         |                                    |                                    |                                    |